# Eero Mäntyranta
Eero Mäntyranta   (Pello, 20 de novembre de 1937 - Oulu, 30 de desembre de 2013) fou un esquiador de fons finlandès que va destacar al llarg de la dècada del 1960.

## Biografia
Va néixer el 20 de novembre de 1937 a la població de Turtola, que avui en dia és anomenada Pello, situada a la província de Lapònia. Morí a Oulu el 30 de desembre de 2013.

## Carrera esportiva
Especialista en mitges distàncies en l'esquí de fons, l'any 1960 va participar en els Jocs Olímpics d'hivern disputats a Squaw Valley (Estats Units), on aconseguí guanyar la medalla d'or en la prova de relleus 4x10 quilòmetres amb l'equip finlandès, a més de finalitzar sisè en la prova de 15 quilòmetres. En els Jocs Olímpics d'Hivern de 1964 realitzats a Innsbruck (Àustria) participà en les quatre proves masculines i aconseguí tres medalles: dos ors en les proves de 15 km. i 30 quilòmetres a més d'una medalla de plata en la prova de relleus 4x10 quilòmetres. En els Jocs Olímpics d'Hivern de 1968 realitzats a Grenoble (França) tornà a participar en les quatre proves olímpiques d'esquí de fons, si bé el seu èxit no fou tant reeixit. Amb tot, aconseguí la medalla de plata en la prova de 15 km., i la medalla de bronze en les proves de 30 km. i relleus 4x10 quilòmetres. Als 34 anys participà en els Jocs Olímpics d'Hivern de 1972 realitzats a Sapporo (Japó), si bé no realitzà cap actuació destacada.
Al llarg de la seva carrera aconseguí dues victòries en el Campionat del Món d'esquí de fons els anys 1962 i 1966 en la prova de 30 quilòmetres, a les quals sumà dues medalles de plata en la prova de relleus i un bronze en els 50 quilòmetres.
Mäntyranta fou el primer atleta finlandès en donar positiu en una proves antidopatge l'any 1972 en el Campionat Finlandès d'esquí de fons. El resultat fou amagat per les autoritats i no fou donat a conèixer a l'opinió pública fins després de la realització dels Jocs Olímpics d'hivern de 1972 a Sapporo. Inicialment Mäntyranta negà el seu dopatge però posteriorment va admetre haver usat hormones, un fet que en aquell moment no estava prohibit.